# Máy bay tiêm kích đánh chặn

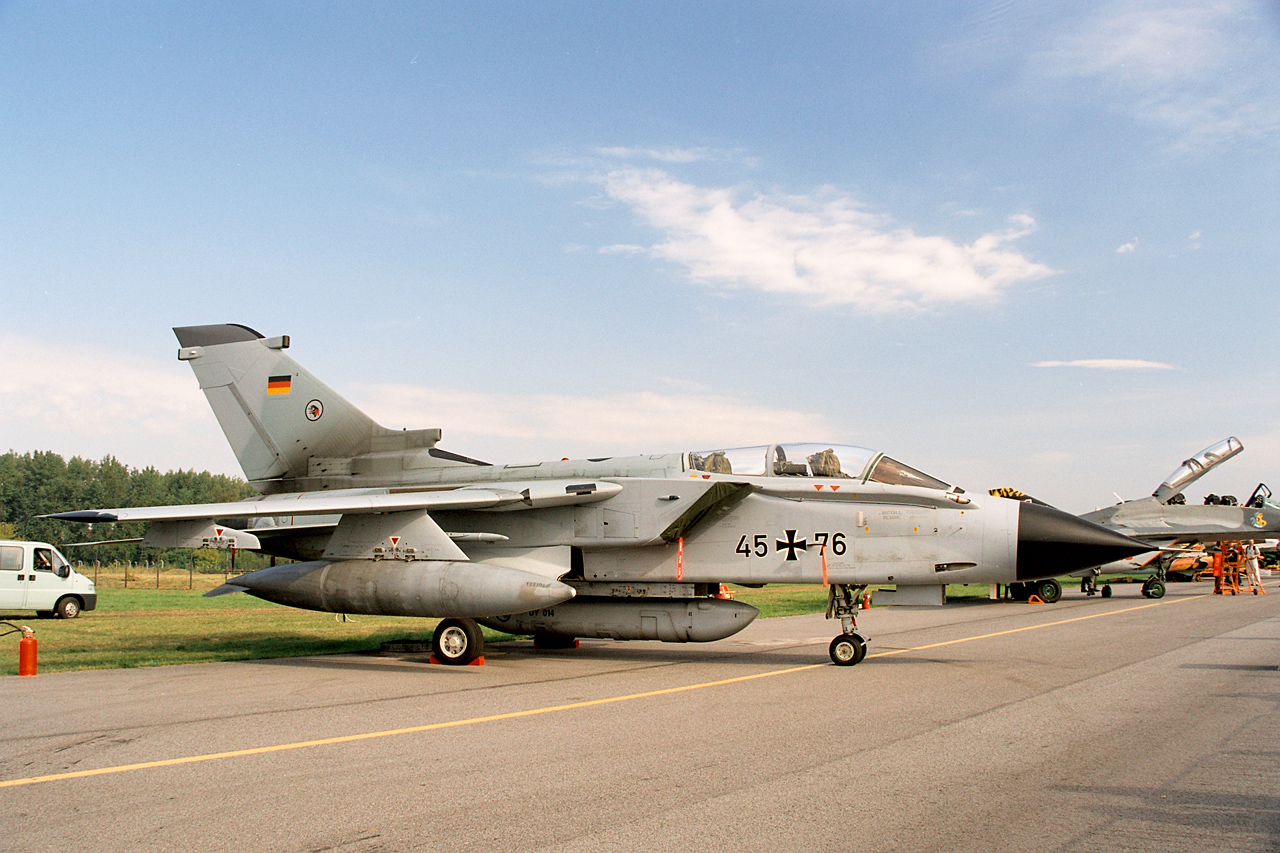
Panavia Tornado

Máy bay tiêm kích đánh chặn (hoặc đơn giản hơn là máy bay đánh chặn) là một loại máy bay chiến đấu được thiết kế chuyên dụng cho việc ngăn chặn và tiêu diệt máy bay địch, nhất là máy bay ném bom, thường các máy bay đánh chặn có tốc độ rất lớn. Một số máy bay như vậy đã được chế tạo vào giai đoạn trước Chiến tranh thế giới thứ hai và kết thúc vào cuối thập niên 1960, khi chúng trở nên ít quan trọng hơn vì vai trò của máy bay ném bom chiến lược được thay thế bởi tên lửa đạn đạo xuyên lục địa (ICBM).

## Thiết kế
Có 2 dạng máy bay tiêm kích đánh chặn, phân chia theo đặc tính khác nhau. Tiêm kích đánh chặn phòng thủ điểm là dạng đầu tiên, được thiết kế để cất cánh và bay lên nhanh để tấn công máy bay đối phương có cùng độ cao. Đây là một yêu cầu của thời đại do tầm hoạt động của radar lúc đó bị giới hạn vì vậy những người bảo vệ chỉ có một khoảng thời gian cảnh báo nguy hiểm rất ngắn trước khi phải giao chiến với quân địch. Tiêm kích đánh chặn phòng thủ khu vực được thiết kế lớn hơn nhằm bảo vệ một vùng diện tích rộng lớn khỏi bị tấn công từ trên không. Những thiết kế như vậy chỉ quan trọng trong thời gian Chiến tranh Lạnh, khi Hoa Kỳ và Liên Xô cần chuẩn bị đầy đủ cho việc phòng thủ trên không của những vùng đất rộng lớn riêng biệt của họ.

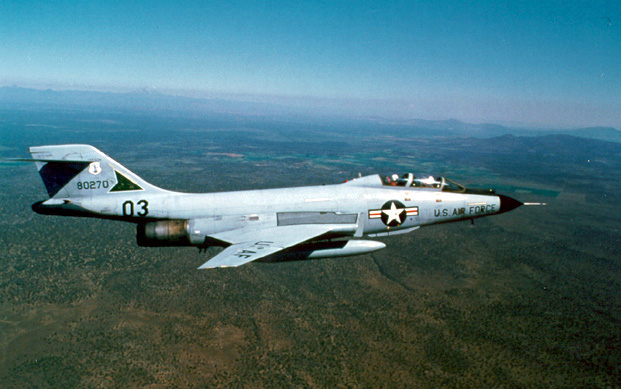
F-101 Voodoo

Cả hai kiểu máy bay đánh chặn này đều phải bỏ đi đặc tính chiến đấu trên không (tức là giao chiến với máy bay chiến đấu của quân địch) do phải đánh đổi giữa một trong hai công năng là gia tốc bay lên cao lớn hay là vận tốc lớn, tương ứng với từng loại tiêm kích đánh chặn. Kết quả thường là các máy bay đánh chặn thường trông rất ấn tượng trên bản vẽ, nhưng đặc tính của chúng về khả năng tốc độ bay, thời gian đạt độ cao cần thiết và hỏa lực đều yếu hơn so với máy bay tiêm kích chuyên dụng. Tuy thế chúng được hướng vào nhiệm vụ phòng chống, chiến đấu trong các trận chiến với những máy bay có cùng thiết kế "ít có năng lực hơn" vì khả năng thao diễn bị hạn chế.
Vào thập niên 1970, vai trò của những máy bay đánh chặn đã dần trở nên mờ nhạt do tính ưu việt của những máy bay tiêm kích chiến đấu hạng nặng đa chức năng đang thống trị trong suy nghĩ của các nhà lãnh đạo quân đội các nước vào lúc đó. Ngoài ra, còn một tranh luận khác, đó là do sự thay đổi to lớn của loại vũ khí có sức công phá và đe dọa to lớn của thời đại - vũ khí hạt nhân đã được chuyển từ các máy bay ném bom sang các hệ thống tên lửa đời mới khác nhau - điều này làm kiểu máy bay tiêm kích đánh chặn không còn giá trị như trước vì mục tiêu chính đã thay đổi. Ngày nay nhiệm vụ đánh chặn thường được chuyển cho máy bay tiêm kích "mainline" (máy bay tiêm kích có vai trò chính trong quân đội); ví dụ, Không quân Hoa Kỳ đặt sự phòng thủ cơ bản vào những máy bay tiêm kích F-15 và F-16. Nhưng Liên Xô là một trường hợp ngoại lệ, họ vẫn duy trì một số lượng máy bay đánh chặn chuyên dụng trong biên chế để bảo vệ cho dải bờ biển của mình, và có lẽ một quốc gia cũng giống như Liên Xô, đó là Vương quốc Anh. Người Anh đã được vào hoạt động một phi đội Panavia Tornado được sửa đổi và thập niên 1980 và hiện nay vẫn còn sử dụng chúng trong khi chờ đợi loại tiêm kích đời mới thay thế là Eurofighter Typhoon.

## Tiêm kích đánh chặn phòng thủ điểm

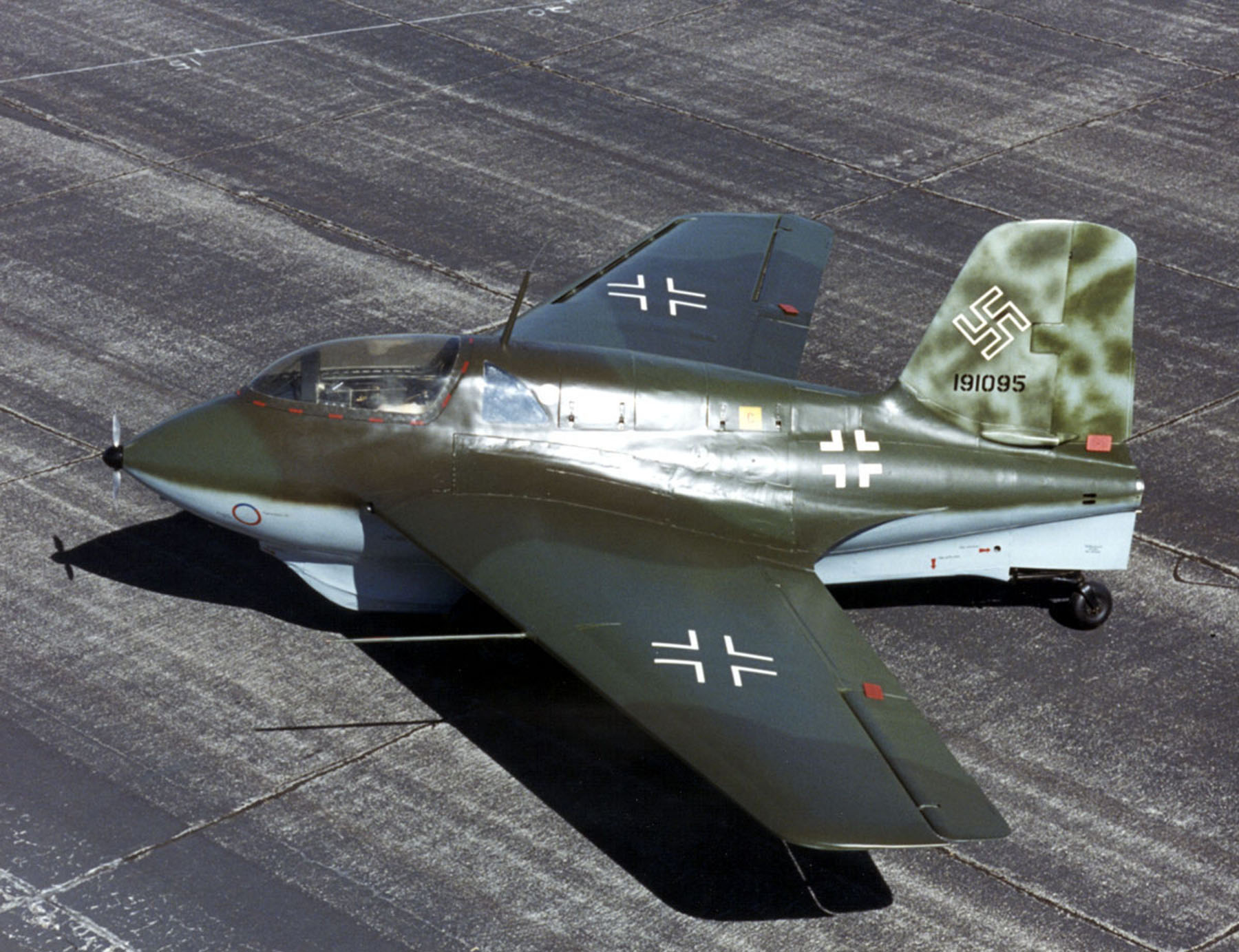
Messerschmitt Me 163

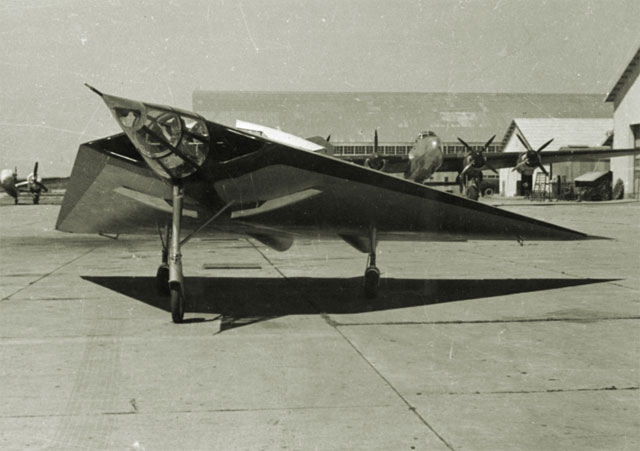
I.Ae. 37

Tiêm kích đánh chặn phòng thủ điểm, thông thường có nguồn gốc từ Châu Âu, được thiết kế để bảo vệ những mục tiêu đặc biệt. Chúng được thiết kế để cất cánh và bay lên cao càng nhanh càng tốt nhằm tiêu diệt những máy bay ném bom ở trên không và cả dưới đất. Một ví dụ đặc thù là chiếc tiêm kích đánh chặn Bachem Ba 349 trang bị động cơ tên lửa.
Vào thời điểm bắt đầu Chiến tranh thế giới II, đa số máy bay chiến đấu của châu Âu có thiết kế tầm hoạt động ngắn, với khả năng nạp nhiên liệu hạn chế. Đây không phải là những thiết kế chuyên dụng cho mục đích đánh chặn, nhưng vai trò máy bay hộ tống máy bay ném bom tầm xa lại không được tính tới. Điều này đã dẫn đến những vấn đề chỉ trích về máy bay chiến đấu 1 động cơ của Đức (thực chất, chỉ có một thiết kế tại thời điểm đó là Bf 109), trong thời gian diễn ra Trận Anh, chúng có thể hộ tống máy bay ném bom bay qua eo biển Manche giữa nước Anh và nước Pháp, nhưng lại có nhiên liệu chỉ đủ trong vài phút giao chiến nếu muốn quay trở lại các sân bay trên đất Pháp. Vào giai đoạn này, hạn chế tương tự của máy bay chiến đấu 1 động cơ của Anh gặp phải ít hơn trong Không quân Hoàng gia Anh. Khi bắt đầu chiến dịch ném bom vào nước Đức, hầu hết nhiệm vụ của chúng là bay vào ban đêm, không hộ tống, hoặc hộ tống cho những máy bay chiến đấu ban đêm to lớn, tầm xa và có 2 động cơ. Theo diễn biến của chiến tranh, Bộ chỉ huy ném bom đã tăng dần số lượng lượt bay ban ngày.
Những chiếc Spitfire, thiết kế vài năm trước chiến tranh, được cải tiến để thích nghi với nhiều nhiệm vụ hơn - những chiếc cũ hơn được phân phối lại vào các phi đội tiêm kích-ném bom, đặt căn cứ gần tiền tuyến, trong khi những phát triển mới được chú trọng vào vai trò tiêm kích đánh chặn hơn. Sau đó, Spitfires trang bị động cơ loại Griffon chủ yếu được sử dụng trong nước Anh để bảo vệ chống lại bom bay V-1 và các cuộc ném bom bất ngờ, có tốc độ và tầm bay cao của máy bay ném bom Đức quốc xã. Những thiết kế mới hơn, như Hawker Tempest, và máy bay chiến đấu của Hoa Kỳ được mua dưới dạng cho mượn-thuê, đã lấp đầy những chỗ hổng giữa những máy bay chiến đấu truyền thống và tầm xa.
Người Đức, đã nhanh chóng mất khả năng thực hiện các kế hoạch sử dụng vũ khí bay tấn công vào lãnh thổ đối phương, do đó những nhu cầu về một máy bay tiêm kích hộ tống tầm xa không còn cần thiết. Họ bắt buộc phải sử dụng những chiếc Bf 109 suốt trong thời gian chiến tranh (không giống như Spitfire), dù nó và những thiết kế mới hơn được phát triển như một máy bay ném bom, lúc này Không quân Đức cần những mẫu máy bay tiêm kích đánh chặn để chống lại các máy bay của không quân Khối thịnh vượng chung, Hoa Kỳ và Liên Xô đang tấn công các mục tiêu của Đức cả ngày lẫn đêm. Như một kết quả của nỗ lực hoạt động ném bom, đáng chú ý trong đầu năm 1944, Không quân Đức đã cố gắng để đưa vào hoạt động một số thiết kế có hiệu suất hoạt động tốt như Messerschmitt Me 163 Komet và thậm chí là một thiết kế khác thường là Bachem Ba 349 Natter, và sử dụng chúng trong vai trò máy bay tiêm kích đánh chặn tầm rất ngắn. Nói chung những thiết kế này tỏ ra khó điều khiển, và có kết quả nhỏ trong hoạt động ném bom.
Trong Chiến tranh lạnh, người ta hy vọng những máy bay ném bom sẽ tấn công các mục tiêu với trần bay cao hơn và có vận tốc nhanh hơn (gần tốc độ âm thanh). Điều này đã dẫn tới những thiết kế máy bay chiến đấu nhấn mạnh vào gia tốc và trần bay hoạt động, như Saunders Roe SR.53, hoặc Convair XF-92. Những sự cải tiến trong động cơ phản lực làm cho sự hỗ trợ của động cơ rocket là dư thừa, và một loạt những thiết kế mới được phát triển chỉ thuần túy là động cơ phản lực, bao gồm cả MiG-21, English Electric Lightning và F-104 Starfighter. Sau đó lớp máy bay này đã biến mất hoàn toàn, thay vào đó là thế hệ những máy bay đa chức năng, và thường chúng thiên về vai trò tấn công.
Một số ví dụ về máy bay tiêm kích đánh chặn điểm:
- Messerschmitt Me 163
- English Electric Lightning
- Saab Draken
- Saab Viggen (JA 37 variant)
- MiG-21
- F-104 Starfighter

## Tiêm kích đánh chặn phòng thủ khu vực

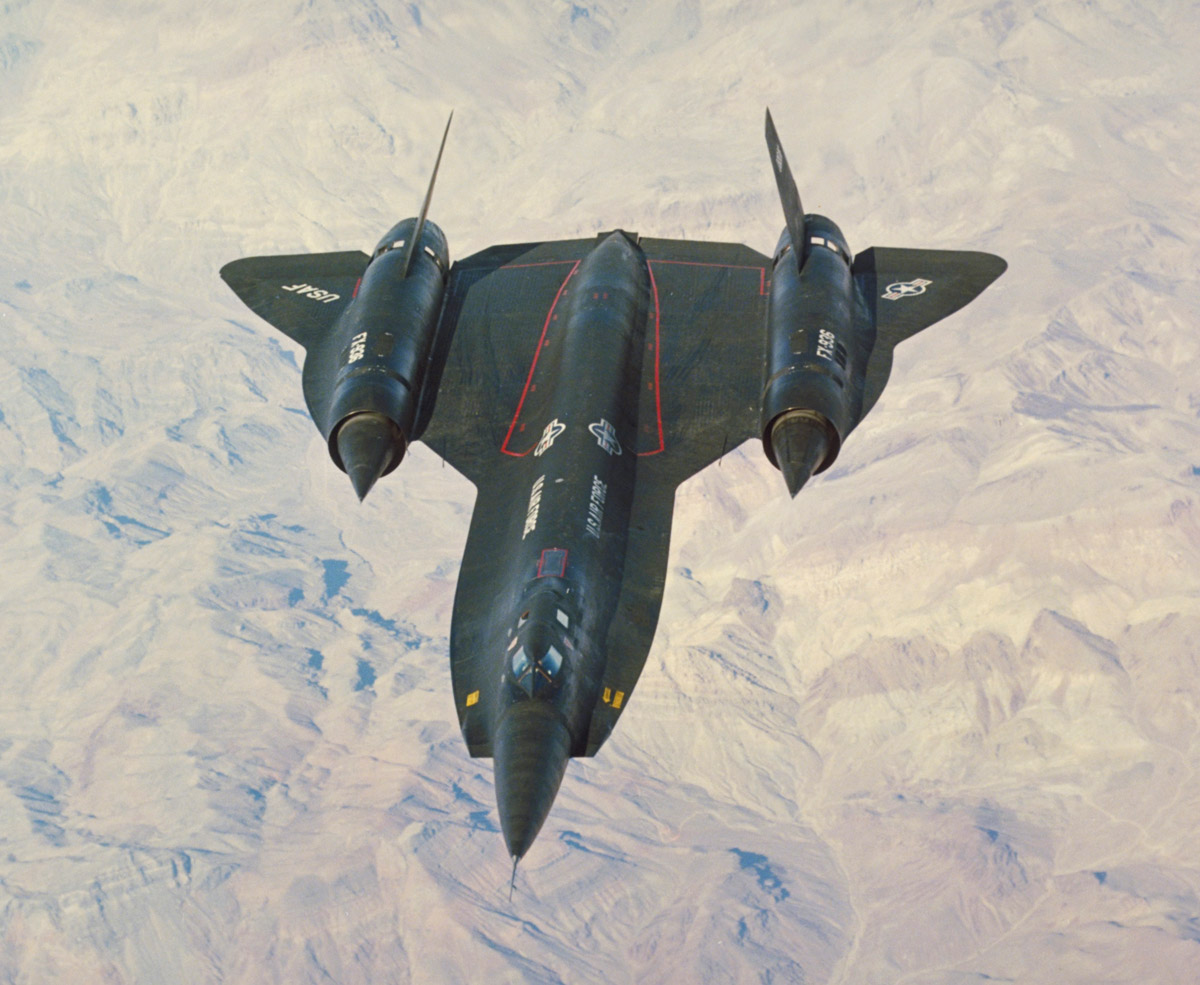
Lockheed YF-12 là một mẫu thử nghiệm tiêm kích đánh chặn, nó là hình dáng mẫu cơ bản cho SR-71 Blackbird.

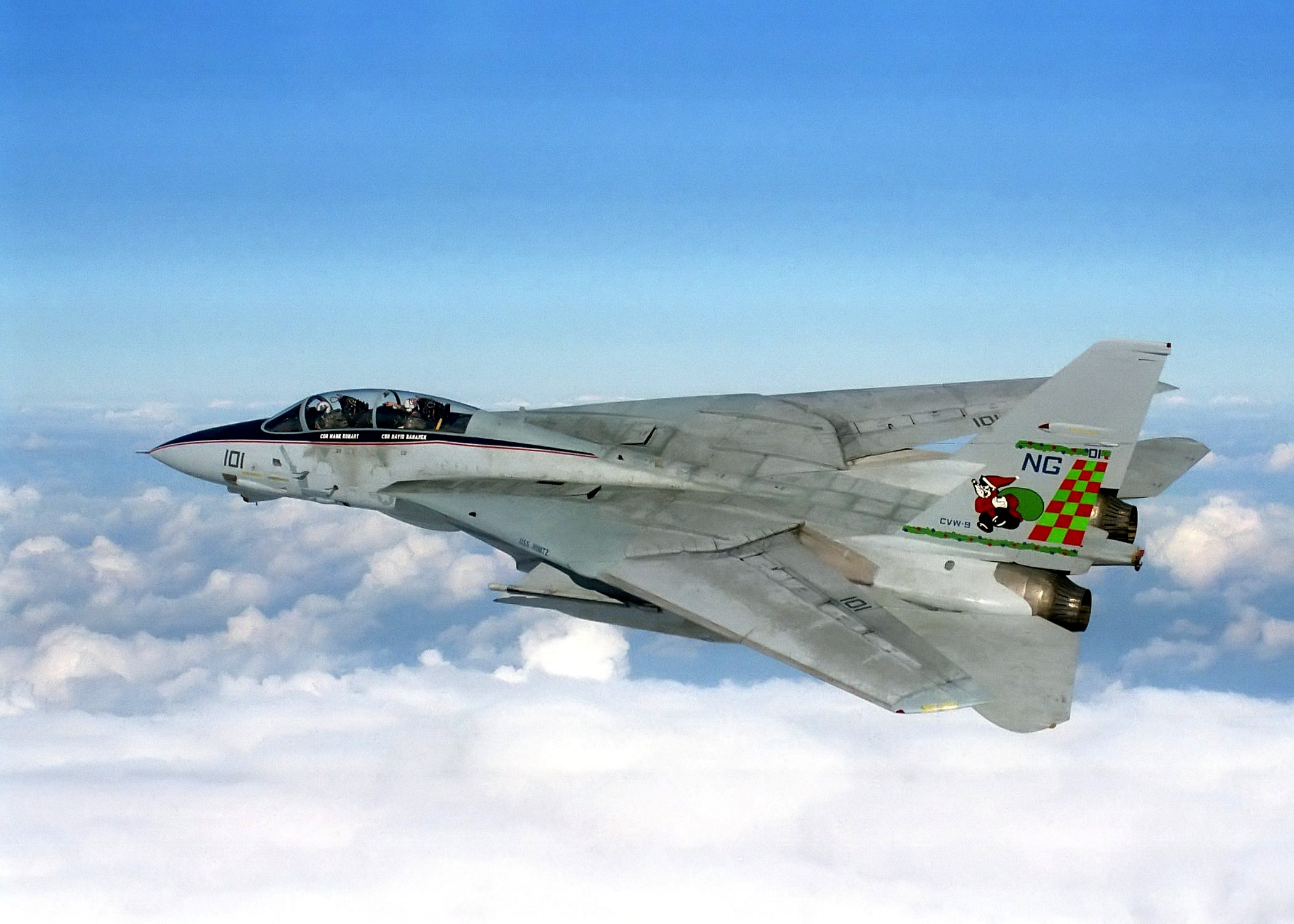
F-14

Máy bay tiêm kích phòng thủ khu vực thường là các thiết kế của Hoa Kỳ và Liên Xô, được thiết kế để bảo vệ một vùng lãnh thổ rộng lớn khỏi các cuộc tấn công. Các thiết kế nhấn mạnh và tầm hoạt động, khả năng mang tên lửa và đặc tính radar hơn là gia tốc bay lên cao lớn. Chúng thông thường mang những loại tên lửa không đối không tầm xa hoặc tầm trung, và thường không có khả năng mang bom.
Tại Liên Xô trong thời gian Chiến tranh lạnh, có 2 lực lượng cùng sử dụng máy bay tiêm kích đánh chặn là PVO-Strany (Quân chủng Phòng không Xô viết) và Không quân Xô viết, PVO-Strany là một lực lượng độc lập không phụ thuộc vào Không quân. Nhưng chúng đều cùng một mục đích là tiêu diệt mục tiêu, do đó các máy bay thuộc 2 lực lượng này đều được hướng dẫn đến mục tiêu bằng sóng radio.
Không quân Hoa Kỳ duy trì một Bộ chỉ huy phòng không (ADC) cho một số tình huống, gồm có chủ yếu là những máy bay đánh chặn chuyên dụng. Nhiều thiết kế sau chiến tranh có hiệu suất hạn chế, bao gồm những thiết kế như F-86D và F-89 Scorpion. Vào cuối những năm 1940, ADC bắt đầu một dự án để xây dựng những máy bay đánh chặn cao cấp dưới tên gọi Máy bay đánh chặn 1954, và thành quả là F-106 Delta Dart sau một quá trình phát triển kéo dài. Khả năng thay thế được nghiên cứu trong những năm 1930, nhưng không có kết quả gì khi Liên Xô chuyển lực lượng hạt nhân chiến lược của họ từ máy bay ném bom sang ICBM. F-106 kết thúc vai trò dùng làm máy bay đánh chặn chính của Không quân Hoa Kỳ vào những năm 1980, khi tính năng của những chiếc máy bay tiêm kích đa năng như F-15 Eagle khiến cho không còn nhu cầu của một kiểu máy bay thiết kế chuyên biệt.
Vài quốc gia khác cũng đưa vào những thiết kế máy bay đánh chặn phòng thủ những khu vực rộng lớn. Hãng Avro Canada sản xuất Avro CF-100, nói chung tương tự như F-89, nó phục vụ trong một thời gian dài trong Không quân Hoàng gia Canada. Loại máy bay thay thế khác của Avro là Avro Arrow, đã hủy dự án vào cuối những năm 1950. Không quân Hoàng gia Anh cũng đưa vào hoạt động loại máy bay Gloster Meteor và sau đó là Gloster Javelin trong vai trò máy bay sử dụng trong mọi điều kiện thời tiết, nhưng những cố gắng để thay thế Javelin với một thiết kế có tốc độ âm thanh dưới dự án Operational Requirement F.155, đã không bao giờ được thực hiện. Tornado ADV dần dần được đưa vào hoạt động trong vai trò đánh chặn vào những năm 1980, và tiếp tục phục vụ cho đến ngày nay.
Một số ví dụ về máy bay tiêm kích đánh chặn khu vực:
- F-101B Voodoo
- F-102 Delta Dagger
- F-106 Delta Dart
- F-14 Tomcat
- Avro CF-100
- Avro Arrow
- Tornado F3
- Mikoyan-Gurevich MiG-25 'Foxbat' và MiG-31 'Foxhound'
- Sukhoi Su-15 'Flagon'
- Tupolev Tu-28 'Fiddler'
- Yakovlev Yak-28 'Firebar'
- Lockheed YF-12